# Saga o Gotlandczykach
Saga o Gotlandczykach (oryg. Gutasaga) – średniowieczna saga skandynawska, jedna z nielicznych, które powstały poza Islandią.
Datowana na XII wiek Saga o Gotlandczykach przetrwała do naszych czasów w manuskrypcie z około 1350, który razem z gotlandzkim kodeksem prawnym zwanym Gutalag wchodzi w skład Codex Holm (przechowywany obecnie w Bibliotece Królewskiej w Sztokholmie).
Historia została spisana w języku starogotlandzkim, nordyckim dialekcie, którym posługiwali się ówcześni mieszkańcy Gotlandii.

Saga zawiera interesujący, mityczny opis tego, jak powstała Gotlandia.